# Eusimara
Eusimara là một chi bướm đêm thuộc họ Erebidae.